# تس دوربرویل (فیلم ۱۹۲۴)
تس دوربرویل (انگلیسی: Tess of the d'Urbervilles) فیلمی صامت در سبک درام با بازی بلانش سوئیت و کنراد نیگل است که در سال ۱۹۲۴ منتشر شد. همسر سوئیت مارشال نیلان این فیلم را کارگردانی کرد. این فیلم دومین اقتباس سینمایی تس دوربرویل رمان توماس هاردی است که در سال ۱۸۹۷ به تئاتری بسیار موفق با بازی مینی مدرن فیسک بدل شده بود. در سال ۱۹۱۳ آدولف زوکور فیسک را ترغیب کرد که نقشش را در فیلمی که اکنون گمشده محسوب می‌شود، دوباره ایفا کند. این فیلم نیز گمشده محسوب می‌گردد.